# Elżbieta Jarosz
Elżbieta Jarosz (* 14. August 1971) ist eine ehemalige polnische Marathonläuferin.
1994 wurde sie Siebte beim Berlin-Marathon in 2:33:28 h und 1998 Zweite beim Frankfurt-Marathon in 2:31:58 h. 1999 gewann Jarosz beim Köln-Marathon und 2000 beim München-Marathon. 2001 wurde sie als Siegerin des Dębno-Marathons polnische Marathonmeisterin und stellte als Fünfte des Twin Cities Marathon ihren persönlichen Rekord von 2:30:15 h auf.
2004 wurde sie Fünfte beim Zürich-Marathon, Zweite beim Grandma’s Marathon und Dritte beim Hokkaidō-Marathon.

## Persönliche Bestzeiten
- 5000 m: 15:48,11 min, 26. Juni 1998, Breslau
- 10.000 m: 33:14,81 min, 28. Juni 1998, Breslau
- Halbmarathon: 1:13:08 h, 4. Oktober 1998, Breda
- Marathon: 2:30:15 h, 7. Oktober 2001, Saint Paul